# Superstar (2. sezona)
Superstar Hrvatska 2024 je druga sezona reality televizijske emisije Superstar, hrvatske verzije Pop Idola. Sezona je s prikazivanjem započela 28. rujna 2024. na RTL-u te dan ranije, 27. rujna, na platformi Voyo, a finalna epizoda prikazana je 14. prosinca 2024. godine.
Prijave su započele na dan finalne epizode prve sezone, dok je snimanje druge sezone započelo na ljeto 2024. godine.
Žiri je u novoj sezoni ostao nepromijenjen, a čine ga Severina Vučković, Nika Turković, Tonči Huljić i Filip Miletić. Voditeljica emisija uživo, od jedanaeste epizode, bila je Antonija Blaće.
Audicijske epizode prikazane su od 28. rujna do 10. studenoga kroz osam epizoda, a recall epizode 16. studenoga i 17. studenoga kroz dvije epizode. Emisije uživo prikazivale su se od 22 studenoga 2024. do 14. prosinac 2024. godine.
Pobjednica druge sezone je Karla Miklaužić.

## Audicije
Snimanja audicija krenulo je na ljeto 2024. godine u studiju Jadran filma u Zagrebu.
Svaki od člana žirija donosi odluku o prolasku kandidata u naredni krug natjecanja izgovaranjem riječi "da" ili "ne". Kandidat koji dobije dva "ne" ne prolazi u naredni krug natjecanja. Od ove sezone uvedena je i "platinasta karta", a svaki član žirija ima jednu koju dodjeljuje kandidatu po želji. S njom, kandidat preskače prvi krug natjecanja i ima prednost u drugom krugu natjecanja.
Audicijske epizode emitirale su se kroz osam epizoda: prvih sedam subotom u 20 sati, a osma epizoda u nedjelju u 20 sati.

### Prva epizoda
Epizoda je dostupna od 27. rujna na streaming platformi Voyo, a televizijska premijera bila je 28. rujna 2024. godine u 20:15h na RTL-u.
| Kandidat             | Kandidat | Kandidat        | Žiri                             | Žiri                             | Žiri                             | Žiri                             | Iskoh nastupa                    | Iskoh nastupa |
| Ime i prezime        | Godine   | Mjesto          | Filip                            | Nika                             | Severina                         | Tonči                            | Iskoh nastupa                    | Iskoh nastupa |
| -------------------- | -------- | --------------- | -------------------------------- | -------------------------------- | -------------------------------- | -------------------------------- | -------------------------------- | ------------- |
| Karlo Strancarić     | 19       | Zagreb          | DA                               | DA                               | DA                               | DA                               | 4/4                              | Prolaz        |
| Nenad Marjanović     | 19       | Ogulin          | NE                               | NE                               | NE                               | NE                               | 0/4                              | Izbačen/a     |
| Elizabeth Zacero     | 26       | Kastav          | DA                               | DA                               | DA                               | DA                               | 4/4                              | Prolaz        |
| Harun Skender        | 27       | München (Njem.) | DA                               | DA                               | DA                               | NE                               | 3/4                              | Prolaz        |
| Klara Marković Jurić | 26       | Zagreb          | NE                               | NE                               | NE                               | NE                               | 0/4                              | Izbačen/a     |
| Nina Andročec        | 26       | Konjščina       | DA                               | DA                               | DA                               | NE                               | 3/4                              | Prolaz        |
| Igor Liulchuck       | 25       | Vinica (Ukr.)   | DA                               | DA                               | DA                               | DA                               | 4/4                              | Prolaz        |
| Vivien Kurtović      | 29       | Sombor (Srb.)   | DA                               | NE                               | NE                               | NE                               | 1/4                              | Izbačen/a     |
| Karla Skender        | 16       | Osijek          | DA                               | DA                               | DA                               | DA                               | 4/4                              | Prolaz        |
| Zrinka Luketić       | 33       | Duga Resa       | DA                               | DA                               | DA                               | DA                               | 4/4                              | Prolaz        |
| Vedran Šimunec       | 29       | Sisak           | DA                               | DA                               | NE                               | NE                               | 2/4                              | Izbačen/a     |
| Leon Grd             | 19       | Ivanec          | Platinasta karta Tončija Huljića | Platinasta karta Tončija Huljića | Platinasta karta Tončija Huljića | Platinasta karta Tončija Huljića | Platinasta karta Tončija Huljića | Prolaz        |

### Druga epizoda
Epizoda je dostupna od 4. listopada na streaming platformi Voyo, a televizijska premijera je bila 5. listopada 2024. godine u 20:15h na RTL-u.
| Kandidat          | Kandidat | Kandidat            | Žiri  | Žiri | Žiri     | Žiri  | Iskoh nastupa | Iskoh nastupa |
| Ime i prezime     | Godine   | Mjesto              | Filip | Nika | Severina | Tonči | Iskoh nastupa | Iskoh nastupa |
| ----------------- | -------- | ------------------- | ----- | ---- | -------- | ----- | ------------- | ------------- |
| Muhidin Hasanović | 19       | Ludwigsburg (Njem.) | DA    | DA   | DA       | DA    | 4/4           | Prolaz        |
| Gabrijela Tripić  | 19       | Slavonski Brod      | DA    | DA   | DA       | DA    | 4/4           | Prolaz        |
| Timotej Divković  | 20       | Petrinja            | NE    | NE   | NE       | NE    | 0/4           | Izbačen/a     |
| Brina Budić       | 18       | Brežice (Slo.)      | DA    | DA   | DA       | DA    | 4/4           | Prolaz        |
| Ankica Kurbaša    | 19       | Kaštel Gomilica     | NE    | DA   | NE       | DA    | 2/4           | Izbačen/a     |
| Andrija Šušak     | 22       | Čepin               | NE    | –    | –        | –     | n/n           | Izbačen/a     |
| Ana Mitrović      | 26       | Vučevci             | DA    | DA   | DA       | DA    | 4/4           | Prolaz        |
| Tonka             | –        | Split               | –     | –    | –        | –     | n/n           | Izbačen/a     |
| Julijana Vincan   | 35       | Beograd (Srb.)      | DA    | DA   | DA       | DA    | 4/4           | Prolaz        |
| Nikola Batinović  | 20       | Ploče               | –     | –    | –        | –     | n/n           | Prolaz        |
| Ivan Kolić        | 32       | Zagreb              | –     | –    | NE       | NE    | n/n           | Izbačen/a     |
| Jerko Drljo       | 26       | Zagreb              | DA    | DA   | DA       | NE    | 3/4           | Prolaz        |
| Sara Astafović    | 21       | Rijeka              | DA    | DA   | DA       | DA    | 4/4           | Prolaz        |
| Kristina Grbić    | 26       | Beograd (Srb.)      | NE    | NE   | DA       | DA    | 2/4           | Izbačen/a     |
| David Marušić     | 24       | Split               | DA    | DA   | DA       | DA    | 4/4           | Prolaz        |
| Katarina Car      | 21       | Zagreb              | DA    | DA   | DA       | DA    | 4/4           | Prolaz        |

### Treća epizoda
Epizoda je dostupna od 11. listopada na streaming platformi Voyo, a televizijska premijera je bila 12. listopada 2024. godine u 20:15h na RTL-u.
| Kandidat             | Kandidat | Kandidat         | Žiri                             | Žiri                             | Žiri                             | Žiri                             | Iskoh nastupa                    | Iskoh nastupa |
| Ime i prezime        | Godine   | Mjesto           | Filip                            | Nika                             | Severina                         | Tonči                            | Iskoh nastupa                    | Iskoh nastupa |
| -------------------- | -------- | ---------------- | -------------------------------- | -------------------------------- | -------------------------------- | -------------------------------- | -------------------------------- | ------------- |
| Lorenza Puhar        | 25       | Rovinj           | DA                               | DA                               | DA                               | DA                               | 4/4                              | Prolaz        |
| Luka Čular           | 29       | Šibenik          | DA                               | DA                               | DA                               | DA                               | 4/4                              | Prolaz        |
| Katia Juroš          | 26       | Viškovo          | DA                               | DA                               | DA                               | DA                               | 4/4                              | Prolaz        |
| Katarina Vidović     | 30       | Novi Sad (Srb.)  | NE                               | NE                               | DA                               | NE                               | 1/4                              | Izbačen/a     |
| Marko Stanković      | 29       | Ljubljana (Slo.) | Platinasta karta Filipa Miletića | Platinasta karta Filipa Miletića | Platinasta karta Filipa Miletića | Platinasta karta Filipa Miletića | Platinasta karta Filipa Miletića | Prolaz        |
| Vice Buterin         | 24       | Paljuv           | –                                | –                                | –                                | NE                               | n/n                              | Izbačen/a     |
| Mia Čuk              | 26       | Split            | –                                | DA                               | NE                               | –                                | n/n                              | Izbačen/a     |
| ?                    | ?        | ?                | DA                               | DA                               | DA                               | DA                               | 4/4                              | Prolaz        |
| Erika Crnković       | 29       | Osijek           | DA                               | DA                               | DA                               | DA                               | 4/4                              | Prolaz        |
| Marko Panić          | 34       | Čakovec          | DA                               | NE                               | NE                               | DA                               | 2/4                              | Izbačen/a     |
| Petra Herceg Drožđek | 24       | Varaždin         | NE                               | NE                               | DA                               | DA                               | 2/4                              | Izbačen/a     |
| Karlo Biletić        | 23       | Beč (Aut.)       | DA                               | DA                               | NE                               | DA                               | 3/4                              | Prolaz        |
| Leonardo Nuić        | 24       | Beč (Aut.)       | NE                               | DA                               | DA                               | NE                               | 2/4                              | Izbačen/a     |
| Lara Lepan           | 22       | Beč (Aut.)       | DA                               | NE                               | DA                               | DA                               | 3/4                              | Prolaz        |
| Paula Kostelac       | 18       | Donji Stupnik    | DA                               | DA                               | DA                               | DA                               | 4/4                              | Prolaz        |
| Efraem Norte         | 28       | Filipini/Zagreb  | DA                               | DA                               | DA                               | DA                               | 4/4                              | Prolaz        |
| Ira Žurić            | 24       | Zagreb           | DA                               | DA                               | DA                               | DA                               | 4/4                              | Prolaz        |

### Četvrta epizoda
Epizoda je dostupna od 18. listopada na streaming platformi Voyo, a televizijska premijera bila je 19. listopada 2024. godine u 20:15h na RTL-u.
| Kandidat          | Kandidat | Kandidat       | Žiri  | Žiri | Žiri     | Žiri  | Iskoh nastupa | Iskoh nastupa |
| Ime i prezime     | Godine   | Mjesto         | Filip | Nika | Severina | Tonči | Iskoh nastupa | Iskoh nastupa |
| ----------------- | -------- | -------------- | ----- | ---- | -------- | ----- | ------------- | ------------- |
| Lukrecija Skolan  | 18       | Poreč          | DA    | DA   | DA       | DA    | 4/4           | Prolaz        |
| Ivan Milutin      | 33       | Zadar          | NE    | NE   | DA       | NE    | 1/4           | Izbačen/a     |
| Lara Ivić Ujević  | 18       | Zagreb         | DA    | DA   | DA       | DA    | 4/4           | Prolaz        |
| Nina Pažanin      | 20       | Trogir         | DA    | NE   | DA       | DA    | 3/4           | Prolaz        |
| Toni Maleš        | 17       | Vitez (BiH)    | NE    | NE   | NE       | NE    | 0/4           | Izbačen/a     |
| Silvija Totović   | 29       | Vrbovec        | DA    | DA   | DA       | DA    | 4/4           | Prolaz        |
| David Baškarad    | 34       | Zürich (Švi.)  | DA    | DA   | DA       | DA    | 4/4           | Prolaz        |
| Bojan Pavlović    | 24       | Split          | DA    | DA   | DA       | DA    | 4/4           | Prolaz        |
| Karlo Čeferin     | 15       | Osijek         | –     | –    | –        | –     | n/n           | Izbačen/a     |
| Karolina Bahtije  | 31       | Zagreb         | NE    | –    | –        | –     | n/n           | Izbačen/a     |
| Tamara Račić      | 18       | Knin           | –     | –    | –        | DA    | n/n           | Prolaz        |
| Tetiana Tkachenko | 28       | Zagreb         | NE    | DA   | DA       | NE    | 2/4           | Izbačen/a     |
| Jan Samardžija    | 23       | Karlovac       | DA    | DA   | DA       | DA    | 4/4           | Prolaz        |
| Barbara Lin       | 24       | Sarajevo (BiH) | –     | –    | –        | –     | n/n           | Izbačen/a     |
| Anja Štefančić    | 23       | Rijeka         | DA    | DA   | DA       | DA    | 4/4           | Prolaz        |
| Karlo Orbanić     | 35       | Šibenik        | –     | DA   | –        | DA    | n/n           | Prolaz        |

### Peta epizoda
Epizoda je dostupna od 25. listopada na streaming platformi Voyo, a televizijska premijera bila je 26. listopada 2024. godine u 20:15h na RTL-u.
| Kandidat           | Kandidat | Kandidat        | Žiri                               | Žiri                               | Žiri                               | Žiri                               | Iskoh nastupa                      | Iskoh nastupa |
| Ime i prezime      | Godine   | Mjesto          | Filip                              | Nika                               | Severina                           | Tonči                              | Iskoh nastupa                      | Iskoh nastupa |
| ------------------ | -------- | --------------- | ---------------------------------- | ---------------------------------- | ---------------------------------- | ---------------------------------- | ---------------------------------- | ------------- |
| Anna Paula         | 36       | Zagreb          | NE                                 | NE                                 | NE                                 | –                                  | n/n                                | Izbačen/a     |
| Viktor habazin     | 23       | Zagreb          | DA                                 | DA                                 | NE                                 | DA                                 | 3/4                                | Prolaz        |
| Patricija Žunić    | 26       | Zadar           | DA                                 | DA                                 | DA                                 | DA                                 | 4/4                                | Prolaz        |
| Ivan Vusić         | 19       | Donja Voća      |                                    |                                    |                                    |                                    | n/n                                | Izbačen/a     |
| Ema Durić          | 20       | Sarajevo (BiH)  | DA                                 | DA                                 | DA                                 | DA                                 | 4/4                                | Prolaz        |
| Ana Maskić         | n/n      | Zagreb          | DA                                 | DA                                 | DA                                 | DA                                 | 4/4                                | Prolaz        |
| Nina Čelan         | 16       | Split           | –                                  | –                                  | –                                  | –                                  | n/n                                | Prolaz        |
| Ana                | 30       | Kupres (BiH)    | –                                  | –                                  | –                                  | –                                  | n/n                                | Izbačen/a     |
| Valentin Antičević | 28       | München (Njem.) | –                                  | –                                  | –                                  | –                                  | n/n                                | Izbačen/a     |
| Valentina Patrun   | 17       | Fažana          | DA                                 | DA                                 | DA                                 | DA                                 | 4/4                                | Prolaz        |
| Lukas Antinac      | 20       | Osijek          | DA                                 | DA                                 | DA                                 | DA                                 | 4/4                                | Prolaz        |
| Katarina Skokandić | 17       | Korčula         | DA                                 | DA                                 | DA                                 | DA                                 | 4/4                                | Prolaz        |
| Leon Gospodarić    | 24       | Zagreb          | DA                                 | DA                                 | DA                                 | DA                                 | 4/4                                | Prolaz        |
| Karla Miletić      | 24       | Zadar           | NE                                 | DA                                 | NE                                 | DA                                 | 2/4                                | Izbačen/a     |
| Benjamin Hasanić   | 27       | Maglaj (BiH)    | Platinasta karta Severine Vucković | Platinasta karta Severine Vucković | Platinasta karta Severine Vucković | Platinasta karta Severine Vucković | Platinasta karta Severine Vucković | Prolaz        |
| Šemsija Šalja      | 28       | Salzburg (Aut.) | DA                                 | NE                                 | DA                                 | DA                                 | 3/4                                | Prolaz        |

### Šesta epizoda
Epizoda je dostupna od 1. studenoga na streaming platformi Voyo, a televizijska premijera bila je 2. studenoga 2024. godine u 20:15h na RTL-u.
| Kandidat               | Kandidat | Kandidat          | Žiri  | Žiri | Žiri     | Žiri  | Iskoh nastupa | Iskoh nastupa |
| Ime i prezime          | Godine   | Mjesto            | Filip | Nika | Severina | Tonči | Iskoh nastupa | Iskoh nastupa |
| ---------------------- | -------- | ----------------- | ----- | ---- | -------- | ----- | ------------- | ------------- |
| Marina Duksita Tišljar | 26       | Attendorn (Nje.)  | DA    | DA   | DA       | NE    | 3/4           | Prolaz        |
| Gašper Komel           | 23       | Ljubljana (Slo.)  | NE    | NE   | DA       | DA    | 2/4           | Izbačen/a     |
| Anastasia Vasilieva    | 23       | Bratislava (Svk.) | DA    | NE   | DA       | DA    | 3/4           | Prolaz        |
| Antonio Baždarić       | 32       | Sevilla (Špa.)    | DA    | DA   | DA       | DA    | 4/4           | Prolaz        |
| Ana Antolović          | 29       | Rijeka            | DA    | DA   | DA       | DA    | 4/4           | Prolaz        |
| Katarina Čosić         | 28       | Kruševica         | DA    | –    | –        | –     | n/n           | Prolaz        |
| Višnja Vukoc           | 27       | Novi Sad (Srb.)   | –     | DA   | –        | –     | n/n           | Prolaz        |
| Nikolina Kolarić       | 25       | Zagreb            | DA    | DA   | DA       | DA    | 4/4           | Prolaz        |
| Andrea Ružić           | 19       | Komiža            | NE    | NE   | NE       | NE    | 0/4           | Izbačen/a     |
| Dragan Stevanović      | 31       | Ljubljana (Slo.)  | DA    | DA   | NE       | DA    | 3/4           | Prolaz        |
| Miran Belaić           | 30       | Zagreb            | DA    | DA   | DA       | DA    | 4/4           | Prolaz        |
| Sara Fabian            | 22       | Zagreb            | NE    | DA   | DA       | NE    | 2/4           | Izbačen/a     |
| Luka Tomić             | 24       | Slavonski Brod    | DA    | DA   | DA       | DA    | 4/4           | Prolaz        |
| Filip Andrejević       | 27       | Beograd (Srb.)    | DA    | NE   | DA       | NE    | 2/4           | Izbačen/a     |
| Tara Pejković          | 16       | Vrbovec           | DA    | DA   | DA       | DA    | 4/4           | Prolaz        |
| Katarina Malenica      | 29       | Zagreb            | DA    | DA   | DA       | NE    | 3/4           | Prolaz        |

### Sedma epizoda
Epizoda je dostupna od 8. studenoga na streaming platformi Voyo, a televizijska premijera bila je 9. studenoga 2024. godine u 20:15h na RTL-u.
| Kandidat          | Kandidat | Kandidat            | Žiri                           | Žiri                           | Žiri                           | Žiri                           | Iskoh nastupa                  | Iskoh nastupa |
| Ime i prezime     | Godine   | Mjesto              | Filip                          | Nika                           | Severina                       | Tonči                          | Iskoh nastupa                  | Iskoh nastupa |
| ----------------- | -------- | ------------------- | ------------------------------ | ------------------------------ | ------------------------------ | ------------------------------ | ------------------------------ | ------------- |
| Anđela Tadić      | 20       | Pristeg             | DA                             | DA                             | DA                             | DA                             | 4/4                            | Prolaz        |
| Hrvoje Horvat     | 28       | Osijek              | NE                             | NE                             | NE                             | NE                             | 0/4                            | Izbačen/a     |
| Nik Marić         | 25       | Logatec (Slo.)      | DA                             | DA                             | DA                             | DA                             | 4/4                            | Prolaz        |
| Marija Petrović   | 29       | Beograd (Srb.)      | DA                             | NE                             | DA                             | DA                             | 3/4                            | Prolaz        |
| Sofija Stevanović | 16       | Cetinje (Crg.)      | NE                             | DA                             | DA                             | DA                             | 3/4                            | Prolaz        |
| Rozi Antoš        | 16       | Zagreb              | DA                             | –                              | DA                             | –                              | n/n                            | Prolaz        |
| Irja Ćoralić      | 30       | Helsingborg (Šve.)  | DA                             | NE                             | DA                             | NE                             | 2/4                            | Izbačen/a     |
| Bojan Beara       | 24       | Kaštel Lukšić       | DA                             | DA                             | DA                             | NE                             | 3/4                            | Prolaz        |
| Filip Karan       | 27       | Varaždin            | DA                             | DA                             | DA                             | DA                             | 4/4                            | Prolaz        |
| Maja Jelichikj    | 25       | Zagreb              | –                              | –                              | –                              | –                              | n/n                            | Izbačen/a     |
| Hanan Velić       | 21       | Zagreb              | DA                             | DA                             | DA                             | DA                             | 4/4                            | Prolaz        |
| Klara Leto        | 19       | Široki Brijeg (BiH) | DA                             | DA                             | DA                             | DA                             | 4/4                            | Prolaz        |
| Dina Leško        | 26       | Krapina             | DA                             | DA                             | DA                             | DA                             | 4/4                            | Prolaz        |
| Dejan Tatić       | 26       | Banja Luka (BiH)    | NE                             | DA                             | DA                             | NE                             | 2/4                            | Izbačen/a     |
| Nikolina Skender  | 22       | Zagreb              | DA                             | DA                             | DA                             | DA                             | 4/4                            | Prolaz        |
| Ema Bubić         | 15       | Rijeka              | Platinasta karta Nike Turković | Platinasta karta Nike Turković | Platinasta karta Nike Turković | Platinasta karta Nike Turković | Platinasta karta Nike Turković | Prolaz        |

### Osma epizoda
Epizoda bila je dostupna od 9. studenoga na streaming platformi Voyo, a televizijska premijera bila je 10. studenoga 2024. godine u 20:15h na RTL-u.
| Kandidat           | Kandidat | Kandidat        | Žiri  | Žiri | Žiri     | Žiri  | Iskoh nastupa | Iskoh nastupa |
| Ime i prezime      | Godine   | Mjesto          | Filip | Nika | Severina | Tonči | Iskoh nastupa | Iskoh nastupa |
| ------------------ | -------- | --------------- | ----- | ---- | -------- | ----- | ------------- | ------------- |
| Marija Mučaj       | 20       | Rijeka          | DA    | DA   | DA       | DA    | 4/4           | Prolaz        |
| Matej Mataić       | 33       | Slavonski Brod  | –     | –    | –        | –     | n/n           | Izbačen/a     |
| Dino Osmanagić     | 25       | Osijek          | DA    | DA   | DA       | DA    | 4/4           | Prolaz        |
| Monika Jukić       | 15       | Split           | DA    | DA   | DA       | DA    | 4/4           | Prolaz        |
| Luka Tonković      | 26       | Bizovac         | DA    | DA   | DA       | DA    | 4/4           | Prolaz        |
| Laura              | 17       | Zagreb          | –     | –    | –        | –     | n/n           | Izbačen/a     |
| Laura Božić        | 23       | Kaštela         | –     | –    | –        | –     | n/n           | Izbačen/a     |
| Ivan               | 31       | Vinkovci        | –     | –    | –        | –     | n/n           | Izbačen/a     |
| Adriana Profeta    | 28       | Zagreb          | –     | –    | –        | –     | n/n           | Izbačen/a     |
| Andrej Orel        | 33       | Bilje (Slo.)    | DA    | DA   | DA       | DA    | 4/4           | Prolaz        |
| Teodora Stijepović | 21       | Podgorica (CG.) | DA    | DA   | DA       | DA    | 4/4           | Prolaz        |
| Antonio Lešković   | 27       | Požega          | NE    | NE   | NE       | NE    | 0/4           | Izbačen/a     |
| Ivana Kopecki      | 28       | Slavonski Brod  | DA    | DA   | DA       | DA    | 4/4           | Prolaz        |
| Marko Martinović   | 23       | Novska          | DA    | DA   | DA       | DA    | 4/4           | Prolaz        |
| Mirna Pehar        | 27       | Mostar (BiH)    | DA    | NE   | NE       | DA    | 2/4           | Izbačen/a     |
| Karla Miklaužić    | 17       | Hum na Sutli    | DA    | DA   | DA       | DA    | 4/4           | Prolaz        |

## Recall
U recall fazi natjecanja žiri ima ključnu ulogu u odabiru 10 najboljih kandidata među 80 prijavljenih, koji će ući u emisije uživo.
Recall faza odvija se u tri kruga:
1. krug: kandidati izvode a capella pjesmu po vlastitom izboru, dok kandidati s platinastom kartom taj krug preskaču i prelaze izravno u drugi,
2. krug: nastupa 30 kandidata s pjesmama koje su sami odabrali. Kandidati s platinastom kartom u ovoj fazi izvode pjesme u duetima i sami biraju partnere,
3. krug: nastupa 20 najboljih kandidata koji samostalno izvode pjesmu pred žirijem. Na temelju tih izvedbi, žiri donosi odluku o finalnih 12 kandidata koji će nastupiti u emisijama uživo.[4]

### Deveta epizoda
Epizoda je dostupna od 15. studenoga na streaming platformi Voyo, a televizijska premijera bila je 16. studenoga 2024. godine u 20:15h na RTL-u.

### Deseta epizoda
Epizoda je dostupna od 16. studenoga na streaming platformi Voyo, a televizijska premijera bila je 17. studenoga 2024. godine u 20:15h na RTL-u.
| Ime i prezime    | Godine | Mjesto           | Emisija prvog prikazivanja | Dodatan opis                       |
| ---------------- | ------ | ---------------- | -------------------------- | ---------------------------------- |
| Benjamin Hasanić | 27     | Maglaj (BiH)     | 5. epizoda                 | Platinasta karta Severine Vučković |
| Bojan Pavlović   | 24     | Split            | 4. epizoda                 |                                    |
| David Baškarad   | 34     | Zürich (Švi.)    | 4. epizoda                 |                                    |
| Ema Bubić        | 15     | Rijeka           | 7. epizoda                 | Platinasta karta Nike Turković     |
| Hanan Velić      | 21     | Zagreb           | 7. epizoda                 |                                    |
| Karla Miklaužić  | 17     | Hum na Sutli     | 8. epizoda                 |                                    |
| Katarina Car     | 21     | Zagreb           | 2. epizoda                 |                                    |
| Lorenza Puhar    | 25     | Rovinj           | 3. epizoda                 |                                    |
| Luka Tomić       | 24     | Slavonski Brod   | 6. epizoda                 |                                    |
| Marko Stanković  | 29     | Ljubljana (Slo.) | 3. epizoda                 | Platinasta karta Filipa Miletića   |
| Monika Jukić     | 15     | Split            | 8. epizoda                 |                                    |
| Nikola Batinović | 20     | Ploče            | 2. epizoda                 |                                    |

## Emisije uživo
| Boja | Značenje boje u tablicama |
| ---- | ------------------------- |
|      | pobjednik/ica             |
|      | eliminacija               |
|      | glas spasa                |
| ∕    | bez nastupa               |

### Jedanaesta epizoda (TOP 12)
Epizoda se emitirala uživo 22. studenoga 2024. godine od 20:15 sati na RTL-u i streaming platformi Voyo.
Najboljih dvanaest kandidata zajednički je izvelo pjesmu grupe Queen – Don't Stop Me Now.
Tema prve emisije uživo bila je "Budi kao pjesma", a to znači da kandidati moraju odabrati pjesmu koja ih najbolje predstavlja, bilo emocionalno ili kroz tekst.
| Rb   | Ime      | Pjesma                                      |
| ---- | -------- | ------------------------------------------- |
| 1.   | Marko    | Massimo – Suze nam stale na put             |
| 2.   | Monika   | Josipa Lisac – O jednoj mladosti            |
| 3.   | David    | Tony Cetinski – Onaj tko te ljubi sretan je |
| 4.   | Luka     | Giuliano i Marijan Ban – Jugo               |
| 5.   | Katarina | Bonnie Tyler – Holding Out For A Hero       |
| 6.   | Nikola   | Hanka Paldum – Mojoj majci                  |
| 7.   | Ema      | Detour – Zaljubila sam se                   |
| 8.   | Benjamin | Indexi – Sanjam                             |
| 9.   | Lorenza  | Shania Twain – Man! I Feel Like A Woman!    |
| 10.  | Bojan    | Andrea Bocelli – Con Te Partirò             |
| 11.  | Hanan    | Senidah – Replay                            |
| .12. | Karla    | Alicia Keys – Fallin'                       |

### Dvanaesta epizoda (TOP 10)
Epizoda se emitirala uživo 29. studenoga 2024. godine od 20:15 sati na RTL-u i streaming platformi Voyo.
Najboljih deset kandidata zajednički je izvelo pjesmu pjevačice Fergie – Little Party Never Killed Nobody.
Tema druge emisije uživo bila je "Pjesma na dar" te su svi kandidati svoju pjesmu nekome posvetili.
| Rb  | Ime      | Pjesma                                           |
| --- | -------- | ------------------------------------------------ |
| 1.  | Luka     | Doris Dragović – Marija Magdalena                |
| 2.  | Ema      | Billie Eilish – Birds of a Feather               |
| 3.  | Bojan    | Toma Zdravković – Svirajte noćas samo za nju     |
| 4.  | Monika   | Madonna – Vogue                                  |
| 5.  | Benjamin | Dženan Lončarević – Nema suza                    |
| 6.  | Marko    | AC/DC – You Shook Me All Night Long              |
| 7.  | Karla    | Tereza Kesovija – Moja posljednja i prva ljubavi |
| 8.  | Hanan    | Coldplay – Clocks                                |
| 9.  | Nikola   | Rag'n'Bone Man – Skin                            |
| 10. | Katarina | Foo Fighters – The Pretender                     |

### Trinaesta epizoda (TOP 8)
Epizoda se emitirala uživo 7. prosinca 2024. godine od 20:15 sati na RTL-u i streaming platformi Voyo.
Najboljih osam kandidata je izvelo pjesmu Rihanne i Calvina Harrisa – We Found Love.
| Rb | Ime      | Pjesma                                    |
| -- | -------- | ----------------------------------------- |
| 1. | Nikola   | Toše Proeski – Brani je od zla            |
| 2. | Karla    | Etta James – Something's Got a Hold on Me |
| 3. | Monika   | Gibonni – Nisi više moja bol              |
| 4. | Hanan    | Sia – Elastic Heart                       |
| 5. | Marko    | Zdravko Čolić – Kao moja mati             |
| 6. | Ema      | Calum Scott – Dancing on My Own'          |
| 7. | Katarina | Nipplepeople – Frka                       |
| 8. | Benjamin | Sergio Endrigo – Canzone per te           |

### Četrnaesta epizoda (finale)
Finalna epizoda emitirala se uživo 14. prosinca 2024. godine od 20:15 sati na RTL-u i streaming platformi Voyo.
Najboljih četvero kandidata izvelo je pjesmu Davida Guette i Sie – Titanium.
Tijekom pauze za glasanje, članica žirija Severina, izvela je svoju novu pjesmu Tako ti je, sine moj.
Pobjednica sezone je Karla Miklaužić.
| Poredak | Ime              | Pjema                                        |
| ------- | ---------------- | -------------------------------------------- |
| 1.      | Karla Miklaužić  | Céline Dion – It's All Coming Back to me Now |
| 1.      | Karla Miklaužić  | Vice Vukov – Suza za zagorske brege          |
| 2.      | Marko Stanković  | Gibonni – Činim pravu stvar                  |
| 2.      | Marko Stanković  | Robbie Williams – Let Me Entertain You       |
| 3.      | Ema Bubić        | Jordan Suaste - Body                         |
| 3.      | Ema Bubić        | Vatra – Tango                                |
| 4.      | Benjamin Hasanić | Dino Merlin – Mi                             |
| 4.      | Benjamin Hasanić | Armin Muzaferija – Studen vodo               |

## Vanjske poveznice
- Službena stranica na rtl.hr
- Superstar na Facebooku
- Superstar na Instagramu